# Sekwestr
Sekwestr (z łac. sequester) – termin prawniczy oznaczający:
1. Przekazanie osobie trzeciej majątku albo rzeczy spornej pod zarząd lub na przechowanie do czasu rozstrzygnięcia sporu przez sąd.
2. Sądowe zajęcie majątku w celu zapewnienia roszczeń.